# Гнезау
Гнезау (нем. Gnesau) — коммуна (нем. Gemeinde) в Австрии, в федеральной земле Каринтия. 
Входит в состав округа Фельдкирхен.  Население составляет 1190 человек (на 31 декабря 2005 года). Занимает площадь 78,68 км². Официальный код  —  2 10 04.

## Политическая ситуация
Бургомистр коммуны — Франц Миттер (АНП) по результатам выборов 2003 года.
Совет представителей коммуны (нем. Gemeinderat) состоит из 15 мест.
- АНП занимает 6 мест.
- СДПА занимает 5 мест.
- АПС занимает 4 места.